# Arcidiecéze ostřihomská
Arcidiecéze ostřihomská (latinsky Archidioecesis Strigoniensis) je bývalé římskokatolické arcibiskupství v Uhrách se sídlem v Ostřihomi. Převážná část jeho území ležela na území dnešního Slovenska a v časech svého největšího územního rozmachu, do roku 1776, zabíralo asi 80 % jeho rozlohy. Po roce 1918 místo něho vznikla Arcidiecéze trnavská – území, které se stalo součástí Československa, později Slovenska a Arcidiecéze ostřihomsko-budapešťská tvořící zbývající území, které zůstalo součástí Maďarska.

## Dějiny

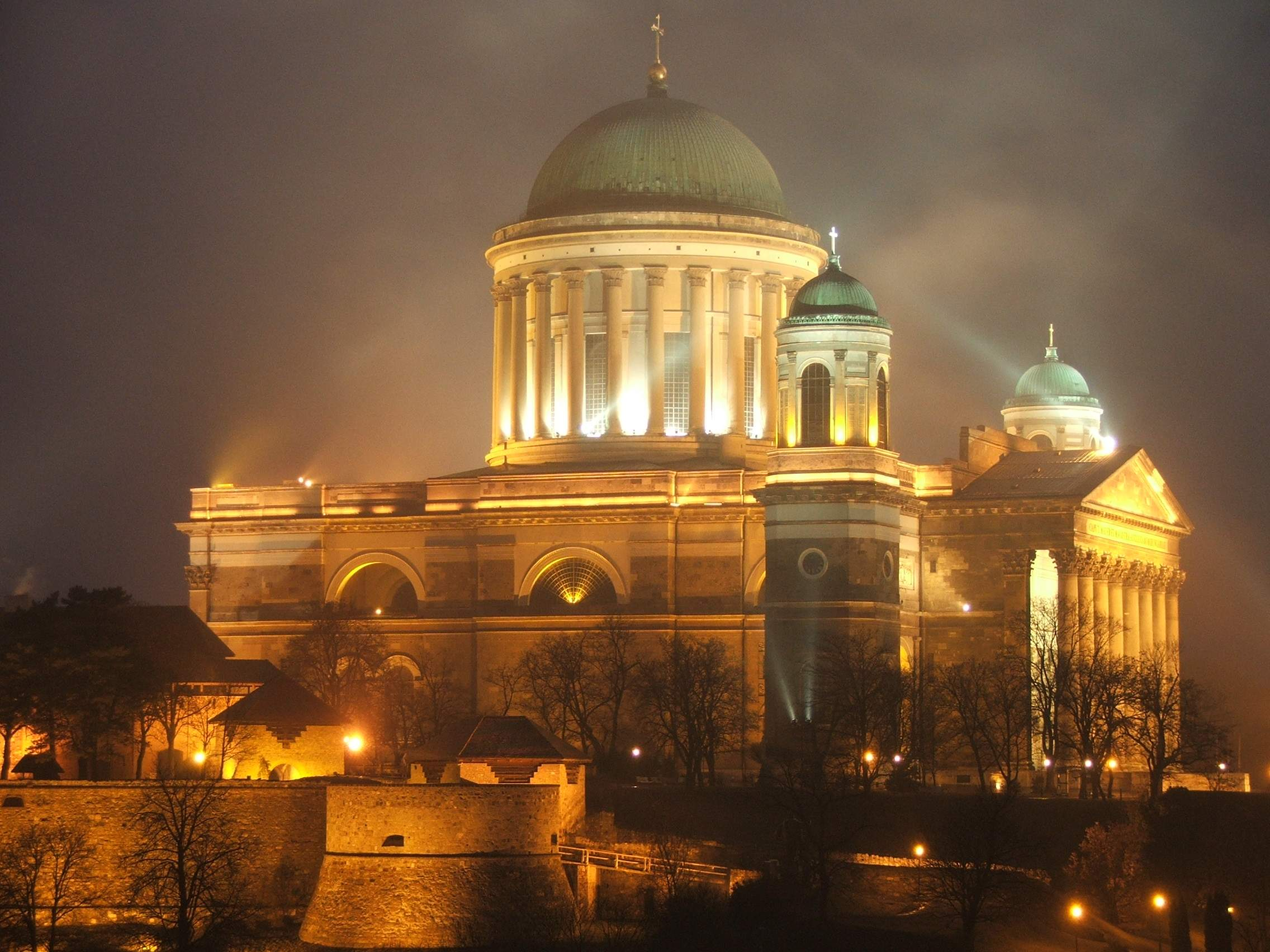
Ostřihomská bazilika

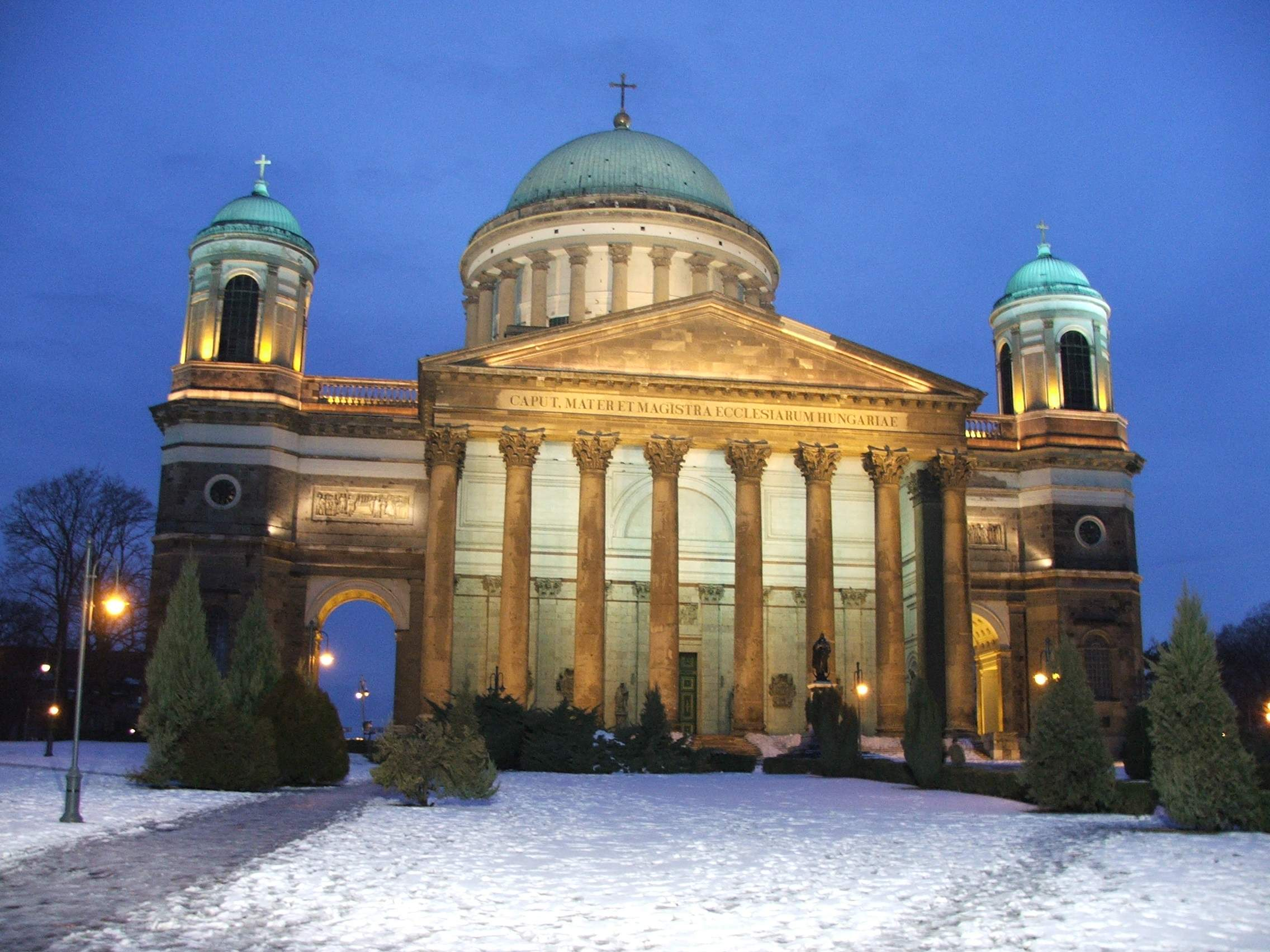
Ostřihomská bazilika

Arcidiecézi založil sv. Štěpán v roce 1000 a podřídil jí všechna ostatní biskupství v Uhrách. Ostřihomská arcidiecéze po připojení severního Slovenska k Uhersku zabírala celé Nitranské knížectví. Kolem roku 1110 bylo obnoveno biskupství v Nitře, přičemž město Nitra bylo skoro zcela obklopeno ostřihomským arcibiskupstvím a bylo spojeno pouze úzkým pásem se svým územím, které zabíralo větší část Trenčínské stolice. Kromě tohoto území a území Šariše, Zemplína a Abova, které patřily do diecéze Eger, zabírala celé území Slovenska.
Ani po vzniku nového kaločského arcibiskupství neztratilo své prvenství. V roce 1279 získali ostřihomští arcibiskupové titul Primas Hungariae (primas Uherska), čili hlava katolické církve v Uhrách. Od 13. století byli ostřihomští arcibiskupové rovněž dědičnými župany Ostřihomské stolice. Od roku 1715 drželi titul knížete Svaté římské říše a od té doby používají titul kníže-primas (maďarsky hercegprímas).
V roce 1543 v důsledku tureckého nebezpečí se sídlo arcidiecéze a kapituly přeneslo do Trnavy. V pozdější době arcibiskup, vzhledem k tomu, že plnil i státní povinnosti, sídlil v hlavním městě Bratislavě. Do Ostřihomi se sídlo arcibiskupství a kapituly vrátilo až v roce 1820 na příkaz arcibiskupa Alexandra kardinála Rudnaya.
V roce 1776 se území arcidiecéze zmenšilo, když na podnět Marie Terezie papež Pius VI. z ní vyčlenil Banskobystrickou, Spišskou a Rožňavskou diecézi.
Po první světové válce, rozpadu Uherska a vzniku Československa se většina území arcidiecéze dostala mimo hranice Maďarska. Ta část arcidiecéze, která připadla Československu, byla vyčleněna do samostatné apoštolské administratury, která podobně jako ostatní biskup jeho provincie biskupství byla podřízena přímo Svaté stolici. Formálně byly církevně-právní poměry dořešeny až v roce 1977, kdy vznikla na území Slovenska Trnavská arcidiecéze.
Dne 31. května 1993 se změnilo jméno Ostřihomské arcidiecéze na Ostřihomsko-budapešťskou arcidiecézi.

## Členění arcidiecéze
Původně arcidiecéze sestávala z těchto arcijáhenství:
- Katedrální
- Nitranské (včetně původně Turca a Oravy)
- Šaštínské
- Tekovské
- Hontianské (včetně Zvolena a Liptova)
- Novohradské
- Turnianské
- Bratislavské převorství
- Spišské převorství

Začátkem 17. století v důsledku tureckých výpadů, reformace a různých stavovských povstání působilo na jejím území jen asi 100 farářů.
Koncem 19. století se členila na tři vikariáty – ostřihomský, budapešťský a trnavský, 8 archidiakonátů, 46 děkanátů a 478 farností a na jejím území působilo přibližně 780 kněží.
Jako první arcibiskup sídlící v Ostřihomi (Cathedrale S. Adalberti) se v dokumentech vzpomíná Dominik v letech 1000–1002.